# Ukraine au Concours Eurovision de la chanson 2016
L'Ukraine a confirmé participation au Concours Eurovision de la chanson 2016 à Stockholm en Suède le 16 septembre 2015. La chanson qui représente l'Ukraine est sélectionnée via une finale nationale, composé de trois demi-finales et d'une finale.
Ce processus de sélection se tient à Kiev en février 2016.
Jamala remporte la finale nationale Jewrovidenije 2016 le 21 février 2016 avec sa chanson 1944, interprétée en Anglais et en tatar de Crimée, dans laquelle elle raconte la déportation des tatars de Crimée par Staline en 1944. Elle représente donc le pays à l'Eurovision 2016

## Sélection
La sélection des différentes chansons se produit en trois étapes successives. Lors de la première étape, les différents artistes et compositeurs ont la possibilité de proposer leurs chansons via une plateforme internet ou lors des auditions. Entre 20 et 40 chansons sont sélectionnées et annoncées le 31 janvier 2016.
La deuxième étape s'organise avec les trois ou quatre demi-finales qui ont lieu en février 2016, proposant 8 à 12 chansons dans chacune d'elles. Deux à trois chansons sont sélectionnées par le télévote et un jury professionnel.
Enfin, la troisième étape voit la diffusion de la finale qui prend place en février 2016, dans laquelle prennent part jusqu'à 12 chansons. Le représentant de l'Ukraine au concours est choisi par le biais d'une combinaison entre le télévote et un jury professionnel.

### Chansons
Le 26 janvier 2016, 18 chansons furent sélectionnées et annoncées par la chaîne STB. Ces 18 chansons seront réparties dans deux demi-finales et un tirage au sort pour l'ordre de passage sera organisé le 27 janvier 2016. Parmi ces compétiteurs, Anastasia Prikhodko ayant représenté la Russie en 2009, et Viktoria Petryk qui représenta l'Ukraine au concours junior 2008.
| Artiste                 | Chanson       | Traduction               |
| ----------------------- | ------------- | ------------------------ |
| Aïda Nikolaïtchouk      | Inner Power   | Pouvoir intérieur        |
| Alloise                 | Crown         | Couronne                 |
| Anastasia Prikhodko     | I Am Free Now | Je suis libre maintenant |
| Arkadiy Voytyuk         | Vse v tobi    | Tout en toi              |
| Brunettes Shoot Blondes | Every Monday  | Tous les lundis          |
| Jamala                  | 1944          | -                        |
| Japanda                 | Anime         | Animé                    |
| Lavika                  | Hold Me       | Tiens-moi                |
| NuAngels                | Higher        | Plus haut                |
| Peaks of Kings          | Last Hope     | Dernier espoir           |
| Pringlez                | Easy to Love  | Facile d'aimer           |
| Pur:Pur                 | We Do Change  | Nous changeons           |
| SunSay                  | Love Manifest | Manifeste de l'amour     |
| Svetlana Tarabarova     | Never Again   | Plus jamais              |
| The Hardkiss            | Helpless      | Inutile                  |
| Tonya Matvienko         | Tin Whistle   | -                        |
| Viktoria Petryk         | Overload      | Surcharge                |
| Vladislav Kurasov       | I'm Insane    | Je suis fou              |

### Émissions

#### Demi-finale 1
La première demi-finale a eu lieu le 6 février 2016. Les 3 chansons les plus aimées se sont qualifiées pour la finale, tandis que les autres ont été éliminées. Le vote a été d'une part basé sur le télévote, d'autre part sur un jury professionnel.
| Ordre | Artiste                 | Chanson       | Jury | Télévote    | Télévote | Total | Place |
| Ordre | Artiste                 | Chanson       | Jury | Pourcentage | Points   | Total | Place |
| ----- | ----------------------- | ------------- | ---- | ----------- | -------- | ----- | ----- |
| 1     | Anastasia Prikhodko     | I Am Free Now | 4    | 2,89 %      | 3        | 7     | 7     |
| 2     | The Hardkiss            | Helpless      | 7    | 16,03%      | 8        | 15    | 2     |
| 3     | Tonya Matvienko         | Tin Whistle   | 5    | 2,83 %      | 2        | 7     | 8     |
| 4     | Vladislav Kurasov       | I'm Insane    | 3    | 3,91 %      | 4        | 7     | 6     |
| 5     | Lavika                  | Hold Me       | 1    | 0,73 %      | 1        | 2     | 10    |
| 6     | Jamala                  | 1944          | 9    | 49,22%      | 9        | 18    | 1     |
| 7     | Aïda Nikolaïtchouk      | Inner Power   | 2    | 10,41 %     | 7        | 9     | 5     |
| 8     | Svetlana Tarabarova     | Never Again   | 6    | 7,24 %      | 6        | 12    | 4     |
| 9     | Brunettes Shoot Blondes | Every Monday  | 8    | 6,74%       | 5        | 13    | 3     |

- Chansons qualifiées pour la finale

#### Demi-finale 2
La deuxième demi-finale aura lieu le 13 février 2016. Les 3 chansons les plus aimées seront qualifiées pour la finale, tandis que les autres seront éliminées. Le vote sera basé d'une part sur le télévote, d'autre part sur un jury professionnel.
| Ordre | Artiste         | Chanson       | Jury | Télévote    | Télévote | Total | Place |
| Ordre | Artiste         | Chanson       | Jury | Pourcentage | Points   | Total | Place |
| ----- | --------------- | ------------- | ---- | ----------- | -------- | ----- | ----- |
| 1     | Arkadiy Voytyuk | Vse v tobi    | 4    | 5,34 %      | 6        | 10    | 4     |
| 2     | Alloise         | Crown         | 6    | 1,95 %      | 2        | 8     | 6     |
| 3     | Japanda         | Anime         | 1    | 1,47 %      | 1        | 2     | 9     |
| 4     | NuAngels        | Higher        | 7    | 14,69%      | 8        | 15    | 2     |
| 5     | Pur:Pur         | We Do Change  | 8    | 10,19%      | 7        | 15    | 3     |
| 6     | Peaks of Kings  | Last Hope     | 3    | 3,38 %      | 3        | 6     | 8     |
| 7     | Viktoria Petryk | Overload      | 2    | 4,64 %      | 4        | 6     | 7     |
| 8     | Pringlez        | Easy to Love  | 5    | 5,30 %      | 5        | 10    | 5     |
| 9     | SunSay          | Love Manifest | 9    | 53,03%      | 9        | 18    | 1     |

- Chansons qualifiées pour la finale

#### Finale
La finale de la présélection ukrainienne aura lieu le 21 février 2016. Les six chansons qualifiées y seront de nouveau interprétées pour désigner le représentant de l'Ukraine à l'Eurovision en mai.
| Ordre | Artiste                 | Chanson       | Jury | Télévote    | Télévote | Total | Place |
| Ordre | Artiste                 | Chanson       | Jury | Pourcentage | Points   | Total | Place |
| ----- | ----------------------- | ------------- | ---- | ----------- | -------- | ----- | ----- |
| 1     | Brunettes Shoot Blondes | Every Monday  | 1    | 3,4 %       | 1        | 2     | 6     |
| 2     | NuAngels                | Higher        | 3    | 5,94 %      | 2        | 5     | 5     |
| 3     | The Hardkiss            | Helpless      | 6    | 21,11 %     | 5        | 11    | 2     |
| 4     | Jamala                  | 1944          | 5    | 37,77 %     | 6        | 11    | 1     |
| 5     | SunSay                  | Love Manifest | 4    | 18,2 %      | 4        | 8     | 3     |
| 6     | Pur:Pur                 | We Do Change  | 2    | 13,58 %     | 3        | 5     | 4     |

## À l'Eurovision
L'Ukraine a participé à la deuxième demi-finale, le 12 mai 2016. Terminant 2e, avec 287 points, le pays se qualifie pour la finale. Lors de cette dernière, le pays remporte le Concours avec 534 points, arrivant pourtant 2e à la fois du vote des jurys et du télévote.

### Points attribués à l'Ukraine
| Points    | Télévote                                             | Jury                                    |
| --------- | ---------------------------------------------------- | --------------------------------------- |
| 12 points | Italie Lettonie Bulgarie Biélorussie Pologne Géorgie | Géorgie Pologne                         |
| 10 points | Lituanie                                             | Serbie Israël Macédoine Lettonie Italie |
| 8 points  | Slovénie Allemagne                                   | Slovénie Lituanie                       |
| 7 points  | Israël                                               | Biélorussie                             |
| 6 points  | Macédoine Belgique Serbie                            | Norvège Royaume-Uni Allemagne           |
| 5 points  | Albanie Danemark Suisse                              | Albanie Suisse Belgique                 |
| 4 points  | Norvège Irlande                                      | Bulgarie                                |
| 3 points  | Royaume-Uni Australie                                |                                         |
| 2 points  |                                                      |                                         |
| 1 point   |                                                      | Danemark                                |

| Points    | Télévote                                                                                                   | Jury |
| --------- | --- | --- |
| 12 points | Tchéquie Italie Pologne Saint-Marin Finlande Hongrie                                                       | Lettonie Pologne Danemark Moldavie Slovénie Bosnie-Herzégovine Macédoine Saint-Marin Serbie Géorgie Israël |
| 10 points | Bulgarie Biélorussie Azerbaïdjan Russie France Lituanie Lettonie Croatie Géorgie Arménie Autriche Moldavie | Royaume-Uni Italie Azerbaïdjan                                                                             |
| 8 points  | Australie Israël Estonie Monténégro                                                                        | Lituanie                                                                                                   |
| 7 points  | Bosnie-Herzégovine Chypre Serbie Espagne Slovénie Suède Pays-Bas                                           | Estonie Allemagne Biélorussie                                                                              |
| 6 points  | Macédoine Grèce Albanie Allemagne                                                                          | Suisse |
| 5 points  | Royaume-Uni                                                                                                | |
| 4 points  | Suisse Norvège Irlande Malte                                                                               | Norvège |
| 3 points  | Danemark Australie                                                                                         | Pays-Bas Belgique                                                                                          |
| 2 points  | Belgique                                                                                                   | Australie Grèce                                                                                            |
| 1 point   | | |

#### Points attribués par l'Ukraine
| Points    | Télévote    | Jury        |
| --------- | ----------- | ----------- |
| 12 points | Pologne     | Australie   |
| 10 points | Biélorussie | Belgique    |
| 8 points  | Géorgie     | Lituanie    |
| 7 points  | Australie   | Israël      |
| 6 points  | Lituanie    | Lettonie    |
| 5 points  | Bulgarie    | Biélorussie |
| 4 points  | Belgique    | Géorgie     |
| 3 points  | Lettonie    | Serbie      |
| 2 points  | Israël      | Irlande     |
| 1 point   | Norvège     | Pologne     |

| Points    | Télévote    | Jury        |
| --------- | ----------- | ----------- |
| 12 points | Russie      | Lituanie    |
| 10 points | Azerbaïdjan | Belgique    |
| 8 points  | Pologne     | Lettonie    |
| 7 points  | Arménie     | Azerbaïdjan |
| 6 points  | Géorgie     | Israël      |
| 5 points  | Lettonie    | Australie   |
| 4 points  | Australie   | Suède       |
| 3 points  | Lituanie    | Géorgie     |
| 2 points  | Bulgarie    | Hongrie     |
| 1 point   | Suède       | Bulgarie    |